# Oxyopes sternimaculatus
Oxyopes sternimaculatus är en spindelart som beskrevs av Embrik Strand 1907. Oxyopes sternimaculatus ingår i släktet Oxyopes och familjen lospindlar. Inga underarter finns listade i Catalogue of Life.